# RHOBTB1
RHOBTB1‏ (Rho related BTB domain containing 1) هوَ بروتين يُشَفر بواسطة جين RHOBTB1 في الإنسان.